# Blacus whartoni
Blacus whartoni är en stekelart som beskrevs av Van Achterberg 1988. Blacus whartoni ingår i släktet Blacus och familjen bracksteklar. Inga underarter finns listade.